# Martin Kargl
Martin Kargl (* 30. Dezember 1912; † 20. Mai 1946) war ein österreichischer Fußballspieler. Der Verteidiger gewann mit der österreichischen Amateurauswahl bei den Olympischen Spielen 1936 in Berlin die Silbermedaille.

## Karriere
Martin Kargl spielte als Amateur beim SC Kores Wien in der III. Liga. Von Trainer Jimmy Hogan wurde er 1936 überraschend zu den Olympischen Spielen nach Berlin mitgenommen, obwohl er bis dahin noch kein Spiel für die österreichische Amateur-Nationalmannschaft bestritten hatte. Gemeinsam mit Ernst Künz vom FC Lustenau 07 stellte er in allen vier Partien in Berlin die österreichische Verteidigung und erreichte mit der Mannschaft das olympische Finale, welches 1:2 in der Veränderung an Italien verloren ging. Da Martin Kargl allerdings im selben Jahr mit seinem Verein der Aufstieg in die II. Liga gelang, wurde er zum Profi-Spieler und damit für die Amateur-Nationalmannschaft uninteressant.

## Erfolge
- Teilnahme bei den Olympischen Spielen 1936: Silbermedaille
- 4 Spiele für die österreichische Amateur-Nationalmannschaft 1936